# Steen Juul
Steen Juul, född 20 augusti 1950 i Danmark, är en dansk travtränare som varit aktiv sedan 1974. Han är verksam vid Charlottenlund Travbane utanför Köpenhamn.
Han räknas som en av de största danska travprofilerna genom tiderna. Han är invald i Travsportens Hall of Fame i Danmark. Han har utsetts till Årets Tränare inom dansk travsport ett flertal gånger, bland annat 2016 och 2017. Han har tränat fram flera framgångsrika travhästar, bland andra Takethem, Tycoon Conway Hall, Legendary Lover K., Classic Grand Cru, Bandit Brick, Nahar och Neo Holmsminde.

## Segrar i större lopp

### Grupp 1-lopp
| År   | Lopp                           | Häst               | Kusk        | Tränare          |
| ---- | ------------------------------ | ------------------ | ----------- | ---------------- |
| 1994 | Danskt Travderby               | Skalflex           | Steen Juul  | Hans Söndergaard |
| 1997 | Danskt Travderby               | Atom Tess          | Steen Juul  | Peter Rasmussen  |
| 2000 | Danskt Stoderby                | Diva Derm          | Arvid Olsen | Steen Juul       |
| 2002 | Copenhagen Cup                 | Legendary Lover K. | Steen Juul  | Steen Juul       |
| 2002 | Kymi Grand Prix                | Legendary Lover K. | Steen Juul  | Steen Juul       |
| 2002 | Elite-Rennen                   | Legendary Lover K. | Steen Juul  | Steen Juul       |
| 2005 | Danskt Stoderby                | Irony of Fate      | Steen Juul  | Steen Juul       |
| 2007 | Danskt Travderby               | Leviti             | Steen Juul  | Steen Juul       |
| 2011 | Danskt Stoderby                | Peak Performance   | Steen Juul  | Steen Juul       |
| 2017 | Danskt Travderby               | Bvlgari Peak       | Steen Juul  | Steen Juul       |
| 2018 | Danskt Travderby               | Chock Nock         | Björn Goop  | Steen Juul       |
| 2020 | Danskt Travderby               | Extreme            | Steen Juul  | Steen Juul       |
| 2021 | Danskt Travderby               | Festival of Speed  | Steen Juul  | Steen Juul       |
| 2021 | Europeiskt femåringschampionat | Extreme            | Steen Juul  | Steen Juul       |

### Grupp 2-lopp
| År   | Lopp                     | Häst               | Kusk           | Tränare         |
| ---- | ------------------------ | ------------------ | -------------- | --------------- |
| 1997 | Jydsk Grand Prix         | Atom Tess          | Steen Juul     | Peter Rasmussen |
| 1998 | Jydsk Grand Prix         | By Alf Palema      | Steen Juul     | Steen Juul      |
| 1999 | Danskt Trav-Kriterium    | Dragon Flamingo    | Steen Juul     | Gordon Dahl     |
| 2000 | Danskt Trav-Kriterium    | Eddie Skov         | Steen Juul     | Gordon Dahl     |
| 2001 | Harper Hanovers Lopp     | Cool Amber         | Steen Juul     | Steen Juul      |
| 2001 | Fyraåringseliten         | Legendary Lover K. | Steen Juul     | Steen Juul      |
| 2006 | Örebro Intn'l            | In Cap n'Gown      | Steen Juul     | Steen Juul      |
| 2008 | Danskt Trav-Kriterium    | Neo Holmsminde     | Thomas Uhrberg | Steen Juul      |
| 2010 | Klosterskogen Grand Prix | Classic Grand Cru  | Steen Juul     | Steen Juul      |
| 2011 | Klosterskogen Grand Prix | Classic Grand Cru  | Björn Goop     | Steen Juul      |
| 2012 | Sweden Cup               | Neo Holmsminde     | Thomas Uhrberg | Steen Juul      |
| 2012 | Energima Cup             | Classic Grand Cru  | Björn Goop     | Steen Juul      |
| 2013 | Klosterskogen Grand Prix | Classic Grand Cru  | Björn Goop     | Steen Juul      |
| 2013 | Danskt Trav-Kriterium    | Takethem           | Knud Mönster   | Steen Juul      |
| 2014 | Jydsk Grand Prix         | Tycoon Conway Hall | Steen Juul     | Steen Juul      |
| 2017 | Jydsk Grand Prix         | Bvlgari Peak       | Steen Juul     | Steen Juul      |

### Övriga
| År   | Lopp                         | Häst              | Kusk       | Tränare    |
| ---- | ---------------------------- | ----------------- | ---------- | ---------- |
| 2010 | HallandsMästaren             | Classic Grand Cru | Steen Juul | Steen Juul |
| 2016 | Silverdivisionens final, maj | Takethem          | Steen Juul | Steen Juul |
| 2016 | HallandsMästaren             | Takethem          | Steen Juul | Steen Juul |